# Cantón de Saint-Vincent-de-Tyrosse
El cantón de Saint-Vincent-de-Tyrosse era una división administrativa francesa, que estaba situada en el departamento de Landas y la región de Aquitania.

## Composición
El cantón estaba formado por once comunas:
- Bénesse-Maremne
- Capbreton
- Josse
- Labenne
- Orx
- Sainte-Marie-de-Gosse
- Saint-Jean-de-Marsacq
- Saint-Martin-de-Hinx
- Saint-Vincent-de-Tyrosse
- Saubion
- Saubrigues

## Supresión del cantón de Saint-Vincent-de-Tyrosse
En aplicación del Decreto n.º 2014-181 de 18 de febrero de 2014, el cantón de Saint-Vincent-de-Tyrosse fue suprimido el 22 de marzo de 2015 y sus 11 comunas pasaron a formar parte del nuevo cantón de País de Tyrosse.